# Carles Busquets
Carles Busquets Barroso (Barcellona, 19 luglio 1967) è un ex calciatore spagnolo, di ruolo portiere.
È padre di Sergio Busquets, anch'egli calciatore.

## Carriera
Proveniente dalle giovanili del Barcellona, esordì con la maglia azulgrana il 7 novembre 1993 nella vittoria 2-1 del club catalano sul Racing Santander. Durante i suoi primi anni in prima squadra però ricoprì il ruolo di secondo portiere, riserva di Andoni Zubizarreta.
Dopo la partenza di Zubizarreta per Valencia, divenne il portiere titolare per due stagioni, mettendo a referto 69 presenze. I suoi anni da titolare, però, non coincisero con un periodo di successo per il Barça, che non riuscì ad aggiudicarsi alcun trofeo. Tornò poi ad essere riserva di Vítor Baía prima e di Ruud Hesp poi, prima di trasferirsi all'Unió Esportiva Lleida, concludendo la sua carriera proprio a Lleida nel 2003.
Dopo essersi ritirato, ha continuato a lavorare per il club catalano come preparatore dei portieri.

## Palmarès

### Club

#### Competizioni nazionali
- Coppa di Spagna: 3

Barcellona: 1989-1990, 1996-1997, 1997-1998
- Campionato spagnolo: 5

Barcellona: 1990-1991, 1991-1992, 1992-1993, 1993-1994, 1997-1998
- Supercoppa di Spagna: 4

Barcellona: 1991, 1992, 1994, 1996

#### Competizioni internazionali
- Coppa dei Campioni: 1

Barcellona: 1991-1992
- Supercoppa UEFA: 2

Barcellona: 1992, 1997
- Coppa delle Coppe: 1

Barcellona: 1996-1997